# Њижна Олшава
Њижна Олшава (слч. Nižná Olšava) насељено је мјесто са административним статусом сеоске општине (слч. obec) у округу Стропков, у Прешовском крају, Словачка Република.

## Становништво
| Година:    | 1994. | 2004.   | 2014.   | 2024.   |
| ---------- | ----- | ------- | ------- | ------- |
| Број људи: | 387   | 397     | 429     | 431     |
| Разлика:   |       | +2,58 % | +8,06 % | +0,46 % |

| Година:    | 2023. | 2024.   |
| ---------- | ----- | ------- |
| Број људи: | 425   | 431     |
| Разлика:   |       | +1,41 % |

Према подацима о броју становника из 2024. године насеље је имало 431 становника.